# Schutzkommission beim Bundesministerium des Innern
Die Schutzkommission beim Bundesministerium des Innern, auch als Kommission zum Schutz der Zivilbevölkerung bezeichnet, war eine Kommission zur Beratung der deutschen Bundesregierung.
Die Schutzkommission wurde 1951 vom damaligen Bundesinnenminister Gustav Heinemann (damals CDU) als Kommission der Notgemeinschaft der Deutschen Wissenschaft eingeführt, um das Bundeskabinett in Fragen verheerender Folgen eines Dritten Weltkrieges sowie bei anderen länderübergreifenden Großschadenslagen zu warnen und zu beraten. Am 20. April 2015 wurde die Schutzkommission aufgelöst, um eine flexiblere Beratung in wissenschaftlichen und technischen Fragestellungen des Bevölkerungsschutzes zu erreichen.
Ihr Arbeitsgebiet bezog sich auf allgemeine und spezielle Katastrophengefahren in Krieg und Frieden. Die Tätigkeit der Schutzkommission war in § 19 Zivilschutz- und Katastrophenhilfegesetz (ZSKG) geregelt. 
Es war eine ungewöhnlich unabhängige Kommission: Sie wurde aus angesehenen Experten der Fachbereiche Naturwissenschaften, Technik, Medizin und Sozialwissenschaften berufen, ergänzte sich durch Kooptationen und wählte ihre Vorsitzenden selber. Sie bearbeitete innenministerielle Anfragen, schlug eigene Forschungsprojekte vor, publizierte die Schriftenreihe Schriften der Schutzkommission und erstellte in unregelmäßigen Abständen Gefahrenberichte (den ersten 1996; den zweiten 2001; den dritten 2006 und den Vierten Gefahrenbericht im Mai 2011). Die Mitglieder waren ehrenamtlich tätig, ernannt bzw. berufen durch den Bundesinnenminister auf Vorschlag der Schutzkommission.
Seit 2014 bis zur Auflösung der Schutzkommission im Jahr 2015 war Horst Miska Vorsitzender der Schutzkommission. Zwischen 2012 und 2014 war Rolf-Dieter Wilken Vorsitzender der Schutzkommission, der seit 2002 Mitglied und seit 2009 Vorsitzender des Fachbereichs Natur- und Ingenieurwissenschaften war. Zuvor war seit 2010 Johann Wilhelm Weidringer der Vorsitzende. Der ehemalige Vorsitzende (1987–2003) und Ehrenvorsitzende (2003–2012), Arthur Scharmann, verstarb am 13. April 2012 im Alter von 84 Jahren. Ehrenvorsitzender der Schutzkommission war Heinz Reichenbach.

## Der „Dritte Gefahrenbericht“: Massive Lücken in der Katastrophenvorsorge
2006 lagen danach die sechs wichtigsten Lücken in folgenden Bereichen:
1. Mobilisierung der Selbsthilfepotentiale  in der Bevölkerung
2. Schutz kritischer Infrastrukturen
3. Warnung und fortdauernde Unterrichtung der Bevölkerung und der Organisationen des Bevölkerungsschutzes und der Katastrophenhilfe
4. Versorgung und Nachsorge im medizinischen, pharmazeutischen und psychosozialen Bereich
5. Allgemeine institutionelle Organisation der Notfallversorgung
6. Versorgung mit Lebensmitteln und Trinkwasser.

Zur Schließung dieser Lücken gibt die Schutzkommission ihre Vorstellungen und Empfehlungen:
- zu 1.) Es fehlt eine dauerhafte aktive Information der Gesellschaft über Risiken und Vorsorgemöglichkeiten.
- zu 2.) Kritische Infrastrukturen sind die Energieversorgung, chemische Anlagen, elektronische Kommunikationssysteme, die Wasserversorgung, öffentliche Gebäude, Transport- und Ressourcensysteme und das Finanzsystem. Ein Ausfall dieser Strukturen oder einzelner Teile davon würde zu weit reichenden Folgeerscheinungen führen. Hier stehen präventive Vorsorgemaßnahmen aus.
- zu 3.) Im Bereich Warnung und fortdauernde Unterrichtung der Bevölkerung sind Rundfunk und Fernsehen Module eines fehlenden Gesamtkonzepts, das katastrophentaugliche Ersatzkapazitäten mit den dazugehörenden technischen Warnmittel und Kommunikationsmitteln benötigt. Zitat: „Hier besteht Handlungsbedarf; die fachlich-technischen Fragestellungen sind weitgehend gelöst, jedoch noch nicht die volkswirtschaftlichen.“ Sprich: Die Bezahlung der notwendigen Hilfsmittel ist noch ungelöst.
- zu 4.) Im medizinischen Bereich steht nach wie vor aus, ein allgemein akzeptiertes Konzept, für die Versorgung nach Großschadensereignissen, in die Tat umzusetzen.
- zu 5.) Die Einrichtung des Gemeinsamen Melde- und Lagezentrums war richtig. Die dauerhafte Verstärkung der Koordinationsaufgabe des Bundes und damit des Bundesinnenministeriums, bleibt ungelöst.
- zu 6) Das Gleiche gilt im Bereich der Versorgung mit Lebensmitteln und Trinkwasser. Die unterschiedlichen Planungen der Bundes- und Ländesressorts erscheinen unverantwortlich. Es bestehen zurechenbare Versäumnisse.

Darüber hinaus: Weitere Empfehlungen sowie Hinweise auf Forschungsbedarf, der zum Schließen der identifizierten Lücken besteht, sind dem Bericht zu entnehmen.

## Ausgewählte Publikationen
- Dritter Gefahrenbericht, Zivilschutz-Forschung Neue Folge, Bd. 59, BBK, Bonn [März] 2006